# La Tranclière
La Tranclière är en kommun i departementet Ain i regionen Auvergne-Rhône-Alpes i östra Frankrike. Kommunen ligger  i kantonen Pont-d'Ain som ligger i arrondissementet Bourg-en-Bresse. Kommunens areal är 14,75 km². År 2022 hade La Tranclière 288 invånare.

## Befolkningsutveckling
Antalet invånare i kommunen La Tranclière
Referens: INSEE